# Festival y escuela de música de Marlboro
El Festival de música de Marlboro (Marlboro Music School and Festival) es un periodo de formación de músicos clásicos, que se celebra durante siete semanas cada verano en Marlboro, Vermont en los Estados Unidos desde 1951.

## Funcionamiento
Las presentaciones públicas se llevan a cabo cada fin de semana mientras la escuela funciona en sesiones, con los programas elegidos sólo con una o dos semanas de antelación, entre las aproximadamente ochenta obras en ensayo.
Marlboro Music fue concebido como un lugar de retiro, donde los jóvenes músicos pudieran colaborar y aprender junto a artistas eminentes de la vanguardia de la musicalidad, en un entorno fuera de la presión de los plazos, de las actuaciones o de las grabaciones. Combina varias funciones; Alex Ross describe así el funcionamiento: "parecido a un festival de música de cámara, una especie de escuela final para jóvenes artistas de talento y una cima de la inteligencia musical"

## Historia
Adolf Busch y su yerno Rudolf Serkin, se establecieron en Vermont, en la década de los años 40 como refugiados del tercer Reich (Adolf Busch, que no era judío, abandonó Alemania, porque estaba en contra de las leyes establecidas por el nacional socialismo). Se convirtieron en amigos cercanos de Walter Hendricks, quien fundó el Marlboro College en el sitio de una antigua granja de productos lácteos. Él les pidió su opinión sobre la formación de un departamento de música. Con su consejo, reclutó para Marlboro a Marcel Moyse, Louis Moyse y Blanche Moyse (los tres eran refugiados y personas en una situación difícil). Busch, Serkin y el trío Moyse son reconocidos como los fundadores de Marlboro Music, a través de su asociación con el College. Pero fue Busch, escribe el biógrafo Tully Potter, el que había proporcionado el primer impulso: "él tenía el deseo de crear un entorno en el que los intérpretes profesionales y aficionados de talento podrían hacer música juntos, dedicarse al estudio de la literatura de cámara en profundidad y dar conciertos sólo cuando ellos lo desearan." Un intento de realizar este deseo se presenta en 1950 con una escuela de verano que se celebró del 1 al 13 de julio, con algunos estudiantes, que "no se considera como comienzo real de acuerdo a los cánones de Marlboro ". Al año siguiente, Busch y Serkin "rechazan una invitación para el Festival de Edimburgo para concentrarse en su propio proyecto," dijo Potter. Atrajeron a 54 "artistas participantes" (estudiantes) en lo que hoy es reconocido como el primer festival de verano en Marlboro. Después de la prematura muerte de Busch en 9 de junio de 1952, Serkin dedicó mucha atención a la continuación de la obra de su apreciado suegro y se convierte en el faro del festival por el resto de su vida. Serkin apreciaba el pequeño tamaño de Marlboro y el entorno rural, invitando a sus colegas a venir, dice Ross,"a perder su mundanalidad, para caer en un ritmo más lento. ".
El propósito de Marlboro se desvió de la idea del propio A. Busch sobre la participación de los aficionados. El principal papel lo ocupan los solistas profesionales eminentes o miembros de orquestas, que trabajan con algunos jóvenes músicos de gran porvenir, y que deben pasar a través de rigurosas audiciones para ser aceptados. Los músicos destacados que están asociados con Marlboro incluyen entre otros a Pierre-Laurent Aimard, Emanuel Ax, Joshua Bell, Jonathan Biss, Anner Bylsma, Pablo Casals, Jeremy Denk, Leon Fleisher, Gary Graffman, Hilary Hahn, Mieczysław Horsowski, Gilbert Kalish, Anton Kuerti, Lang Lang, James Levine, Yo-Yo Ma, Mischa Maisky, Viktoria Mullova, Siegfried Palma, Murray Perahia, Lara St. John, Alexander Schneider, Richard Stoltzman, y Sándor Végh.
Marlboro ha tenido una enorme influencia en la música de cámara americana. El Cuarteto Guarneri se formó en Marlboro en 1964; Yo-Yo Ma y Emanuel Ax, un dúo perdurable, dio sus primeros conciertos en Marlboro el 3 de agosto de 1973. Por cierto, Ma encontró allí a Jill, su esposa, una de las muchas parejas musicales formadas en Marlboro. Otros conjuntos de diversas composiciones están asociados con Marlboro, incluyendo el Cuarteto Emerson, el Cuarteto Julliard, el Cuarteto Orión, el Cuarteto Saint Lawrence y el Trío Beaux Arts.

## Hoy
Desde 2013, la escuela de música y el festival de música de Marlboro están dirigidos por la directora artística Mitsuko Uchida.
Fuera de los meses de verano, el festival organiza un programa de giras con los músicos, con conciertos en muchas ciudades en los Estados Unidos.
Conserva una tradición que comenzó en tiempos de R. Serkin, que consiste en clausurar las sesiones de verano con la interpretación de la Fantasía coral de Beethoven, en la que la mayoría de los participantes, incluso los que no son cantantes, se unen al coro, que fue interrumpida por su muerte en 1991, pero reinstalada un par de años más tarde. Según Alex Ross, el codirector artístico Richard Goode dijo: "Muchas personas creen que la interpretación de Serkin de la Fantasía coral era una experiencia única que nunca podría ser reproducida. Después de su muerte, la obra fue retirada y pensé que era la decisión correcta. Para mi sorpresa, un par de años más tarde, la gente dijo: "sabes, creo que hemos de tener una Fantasía coral" teníamos la necesidad de una catarsis".
Además, el festival siempre celebra el aniversario de Adolf Busch, con un concierto especial en el 8 de agosto.